# Robert Darcy (Adliger, † vor 1160)
Robert Darcy († zwischen 1148 und 1160) war ein anglonormannischer Adliger.
Robert Darcy entstammte der Familie Darcy. Er war vermutlich ein Sohn von Norman Darcy, dem ersten bekannten Angehörigen der Familie. Nach dessen Tod vor 1129 erbte er dessen Besitzungen bei Nocton in Lincolnshire. Robert Darcy wird wahrscheinlich auch als Vasall der Familie Percy 1129 oder 1130 in den Pipe Rolls erwähnt. Er gründete vermutlich während der Herrschaft von König Stephan Nocton Priory, wobei die Familie das Patronatsrecht behielt. Er wird letztmals 1148 erwähnt.
Darcy war mit Alice verheiratet, mit ihr hatte er mindestens einen Sohn, der sein Erbe wurde:
- Thomas Darcy († 1180)